# Pseudicius manillaensis
Pseudicius manillaensis là một loài nhện trong họ Salticidae. Loài này được phát hiện ở Filipijnen.